# Hailuoto
Hailuoto (Zweeds: Karlö) is een gemeente in de Finse provincie Oulu en in de Finse regio Noord-Österbotten. De gemeente heeft een landoppervlakte van 205,66 km² en telt 960 inwoners (2022).